# The Ambassador Hotel
Pour l'hôtel pragois, voir Hotel Ambassador.
L'hôtel Ambassador (anglais : The Ambassador Hotel) est un ancien établissement hôtelier de luxe, aujourd'hui disparu, de Los Angeles, en Californie. Il se situait au 3400 Wilshire Boulevard, entre Catalina Street et Mariposa Avenue, dans l'actuel quartier de Koreatown. Haut lieu des mondanités hollywoodiennes entre les années 1920 et les années 1960, il est connu pour être en 1968 le lieu de l'assassinat de Robert F. Kennedy, frère de John Fitzgerald Kennedy, 35e président des États-Unis.

## Présentation
Conçu par l'architecte Myron Hunt suivant un style néo-méditerranéen, cet hôtel de 500 chambres ayant coûté 5 millions dollars de l'époque ouvre officiellement ses portes au public le 1er janvier 1921. Il fait alors  partie de la chaîne Ambassador Hotels System, qui comprend l’Alexandria à Los Angeles, l’Ambassador Santa Barbara, l’Ambassador Atlantic City et l’Ambassador New York. L'édifice de Santa Barbara disparaît dans un incendie le 13 avril 1921 et l’Alexandria quitte la chaîne en 1925, remplacé par l’Ambassador Palm Beach en 1929.
L'hôtel Amabssador appartient à la famille Schine de 1921 à 1971. Il occupe une parcelle de plus de 9,5 hectares. Certaines vedettes, comme Pola Negri y élisent résidence.

### Oscars du cinéma
Le 11 janvier 1927, lors d'un banquet réunissant 36 convives dans l'hôtel, Louis B. Mayer, directeur des studios de la Metro-Goldwyn-Mayer, lance l'idée de la création d'une organisation professionnelle vouée à la promotion du cinéma. Ce sera l'Academy of Motion Picture Arts and Sciences, qui remet chaque année depuis 1929 les Oscars du cinéma. Entre 1930 et 1943, six cérémonies des Oscars sont organisées en les murs de l'hôtel, qui servira également de décor à de nombreux films.
L'hôtel devient un lieu de rendez-vous des personnalités du monde du spectacle, telles que Marilyn Monroe, Judy Garland, Bing Crosby, Nat King Cole ou John Wayne. Il accueille ainsi des clients pendant plus de six décennies, parmi lesquels tous les présidents des États-Unis de Eisenhower à Nixon. Il subit une importante rénovation en 1949 sous la direction de l'architecte Paul Revere Williams.

### LeCocoanut Grove
La boîte de nuit de l'hôtel, le Cocoanut Grove, ouvre le 21 avril 1921 et devient un des hauts lieux de la vie nocturne de Los Angeles. L'alcool y coule à flots lors de fêtes mémorables, même pendant la Prohibition (1920 - 1933). Les palmiers artificiels qui ornent son intérieur sont les restes d'un décor du film muet Le Cheik, avec Rudolph Valentino, sorti le 20 octobre 1921.
Le nom de Cocoanut Grove est vite associé au faste des soirées hollywoodiennes. De futures actrices telles que Joan Crawford, Carole Lombard ou Loretta Young y sont « découvertes » sur la piste de danse. Sa réputation ne tarde pas à dépasser les frontières de la ville et de nombreux night-clubs sont baptisés du même nom partout à travers les États-Unis.
Dans les années 1920, il devient le lieu de rendez-vous de Charlie Chaplin, Gloria Swanson, Rudolph Valentino, parmi d'autres vedettes du cinéma muet. Joan Crawford y danse le Charleston toutes les semaines et de nombreuses formations de jazz s'y produisent. Dans les années 1930, il est le terrain de jeu d'Errol Flynn, Clark Gable, Katharine Hepburn, Cary Grant, Lana Turner. Il donne son nom à un film musical (Noix-de-Coco Bar en version française) sorti en 1938. Dans les années 1940, le Cocoanut Grove participe à l'effort de guerre en accueillant des galas destinés à lever des fonds et devient un lieu de détente pour les militaires en permission. Dans les années 1950 et 1960, de jeunes chanteurs y font leurs premières armes, tels que Frank Sinatra, Barbra Streisand, Liza Minnelli, ou Les Supremes. Au début des années 1970, Sammy Davis Jr rachète le Cocoanut Grove et le transforme en discothèque, mais le vent a tourné et le succès n'est pas au rendez-vous.
Le Cocoanut Grove accueille le musicien Roy Orbison et différents artistes le 30 septembre 1987 pour l'émission spéciale Roy Orbison and Friends : A Black and White Night, diffusée sur la chaîne Cinemax le 3 janvier 1988. Le lieu est sauvé de la destruction en 2005 : il est transformé en gymnase qui s'intègre dans l'ensemble scolaire ayant remplacé l'hôtel Ambassador.
Le décor du Cocoanut Grove est recréé pour les besoins du film Aviator, de Martin Scorsese, sorti en 2004 avec Leonardo DiCaprio et dont l'action se situe au début des années 1930.

### Assassinat de Robert Kennedy

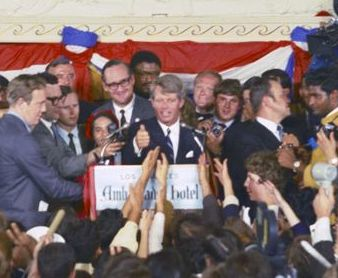
Robert Kennedy lors de son discours à l'hôtel, quelques instants avant son assassinat.

L'hôtel entre dans l'histoire le 5 juin 1968 avec l'assassinat de Robert F. Kennedy en ses murs. La tragédie se joue deux mois à peine après le meurtre de Martin Luther King à Memphis, alors que le pays se divise sur la question des droits civiques et s'enlise dans une  interminable guerre au Viet Nam. Robert Kennedy, alors candidat démocrate à l'élection présidentielle américaine de 1968, incarne les espoirs de ceux qui aspirent à retrouver l'unité du pays. À la fin de son discours, il se dirige vers les cuisines de l'hôtel pour serrer des mains et reçoit trois balles de calibre 22 tirées par Sirhan Sirhan. Transporté à l'hôpital du Bon Samaritain, il y décède 26 heures plus tard, veillé par sa femme Ethel Kennedy, alors enceinte de Rory Kennedy, leur onzième enfant. Cinq autres personnes sont également blessées dans l'attentat : William Weisel d'ABC News, Paul Schrade du syndicat United Auto Workers, la militante du Parti démocrate Elizabeth Evans, Ira Goldstein du Continental News Service et un bénévole de la campagne de Kennedy, Irwin Stroll.

### Déclin et fin
La mort de Robert Kennedy marque le début de la fin de l'hôtel. En 1970, le Cocoanut Grove devient le Now Grove sous la direction de Sammy Davis, Jr. qui en fait une discothèque afin d'attirer une clientèle plus jeune, mais le lieu est passé de mode et le déclin de l'hôtel est accéléré par la dégradation du quartier tout au long des années 1970, frappé par l'explosion du trafic de drogues, des gangs et de l'insécurité. En 1989, l'hôtel finit par fermer au public mais continue d'accueillir des événements privés et le tournage de films.
En 1991, Donald Trump, rachète l'hôtel avec le projet de le démolir pour construire à sa place un gratte-ciel de 125 étages. Il vend la  vaisselle d'argent, les lits et les tables de chevet.
Le 10 septembre 2005, les dernières reliques de l'hôtel sont vendues aux enchères dans le parking, peu avant le début des travaux de démolition. Les derniers pans tombent le 16 janvier 2006. Seuls sont préservés l'entrée, l'ancienne galerie marchande, un café et la salle du Cocoanut Grove, destinés à s'intégrer dans le nouvel ensemble scolaire construit entre 2006 et 2010 qui occupe de nos jours le site et nommé (en) Robert F. Kennedy Community Schools.

## Au cinéma
À partir de 1933, l'hôtel Ambassador sert de lieu de tournage ou de toile de fond à différents films et séries (Arabesque, Beverly Hills 90210). À partir des années 1990, l'absence de client et son style rétro en font un décor parfait pour des films dont l'action se situe dans les années 1950 et 1960.
Le dernier film utilisant l'hôtel comme décor est Bobby (2006), relatant l'assassinat de Robert Kennedy. Le réalisateur Emilio Estévez voulait tourner le film dans les lieux réels de l'assassinat. Mais en 2005, en raison de la vétusté des lieux, le bâtiment doit être totalement détruit. La production du film parvient cependant à obtenir une semaine pour faire des prises de vue du bâtiment avant sa destruction et pour faire des croquis détaillés. La production achète ensuite aux enchères du mobiliers et des accessoires de l'hôtel pour le tournage en studio. La décoratrice Patti Podesta s'inspire également du film Le Lauréat, tourné à l'Ambassador et sorti en 1967, un an avant le meurtre de Robert Kennedy.
| Année de sortie | Titre                                        | Réalisateur         | Acteurs principaux                                    |
| --------------- | -------------------------------------------- | ------------------- | ----------------------------------------------------- |
| 1933            | Mademoiselle Volcan                          | Victor Fleming      | Jean Harlow                                           |
| 1935            | Starlit Days at the Lido                     | Studios MGM         | Henry Busse                                           |
| 1964            | Que le meilleur l'emporte                    | Franklin Schaffner  | Henry Fonda                                           |
| 1967            | Le Lauréat                                   | Mike Nichols        | Dustin Hoffman                                        |
| 1974            | Foxy Brown                                   | Jack Hill           | Pam Grier                                             |
| 1976            | En route pour la gloire                      | Hal Ashby           | David Carradine                                       |
| 1985            | Maxie                                        | Paul Aaron          | Glenn Close Mandy Patinkin                            |
| 1988            | Meurtre à Hollywood                          | Blake Edwards       | Bruce Willis                                          |
| 1988            | Y a-t-il un flic pour sauver la reine ?      | David Zucker        | Leslie Nielsen                                        |
| 1989            | Susie et les Baker Boys                      | Steve Kloves        | Jeff Bridges Michelle Pfeiffer Beau Bridges           |
| 1990            | Pretty Woman                                 | Garry Marshall      | Julia Roberts Richard Gere                            |
| 1991            | Barton Fink                                  | Joel et Ethan Coen  | John Turturro John Goodman                            |
| 1991            | The Doors                                    | Oliver Stone        | Val Kilmer                                            |
| 1991            | L.A. Story                                   | Mick Jackson        | Steve Martin                                          |
| 1992            | Hoffa                                        | Danny DeVito        | Jack Nicholson                                        |
| 1992            | Les Mambo Kings                              | Arne Glimcher       | Antonio Banderas                                      |
| 1992            | Sister Act                                   | Emile Ardolino      | Whoopi Goldberg                                       |
| 1993            | Coneheads                                    | Steve Barron        | Dan Aykroyd Jane Curtin                               |
| 1993            | Tina                                         | Brian Gibson        | Angela Bassett                                        |
| 1993            | True Romance                                 | Tony Scott          | Christian Slater Patricia Arquette                    |
| 1994            | Ed Wood                                      | Tim Burton          | Johnny Depp                                           |
| 1994            | Forrest Gump                                 | Robert Zemeckis     | Tom Hanks Robin Wright                                |
| 1994            | The Mask                                     | Chuck Russell       | Jim Carrey Cameron Diaz                               |
| 1994            | The Shadow                                   | Russell Mulcahy     | Alec Baldwin                                          |
| 1994            | True Lies                                    | James Cameron       | Arnold Schwarzenegger Jamie Lee Curtis                |
| 1995            | Apollo 13                                    | Ron Howard          | Tom Hanks Kevin Bacon                                 |
| 1995            | Le Diable en robe bleue                      | Carl Franklin       | Denzel Washington                                     |
| 1995            | Seven                                        | David Fincher       | Brad Pitt Morgan Freeman Kevin Spacey Gwyneth Paltrow |
| 1996            | That Thing You Do!                           | Tom Hanks           | Tom Everett Liv Tyler                                 |
| 1997            | Romy et Michelle, 10 ans après               | David Mirkin        | Lisa Kudrow Mira Sorvino                              |
| 1997            | Tueurs à gages                               | George Armitage     | John Cusack Minnie Driver                             |
| 1998            | Deep Impact                                  | Mimi Leder          | Elijah Wood Morgan Freeman                            |
| 1998            | Las Vegas Parano                             | Terry Gilliam       | Johnny Depp                                           |
| 1998            | Le Prince de Sicile                          | Jim Abrahams        | Jay Mohr                                              |
| 1999            | La Tête dans le carton à chapeaux            | Antonio Banderas    | Melanie Griffith                                      |
| 1999            | Man on the Moon                              | Miloš Forman        | Jim Carrey Danny DeVito Courtney Love                 |
| 1999            | Le Mariage de l'année                        | Malcolm D. Lee      | Taye Diggs                                            |
| 2000            | Presque célèbre                              | Cameron Crowe       | Patrick Fugit                                         |
| 2001            | Blow                                         | Ted Demme           | Johnny Depp Penélope Cruz                             |
| 2001            | Rock Star                                    | Stephen Herek       | Mark Wahlberg Jennifer Aniston                        |
| 2002            | Minority Report                              | Steven Spielberg    | Tom Cruise Colin Farrell                              |
| 2002            | Arrête-moi si tu peux                        | Steven Spielberg    | Leonardo DiCaprio Jennifer Garner                     |
| 2003            | Braquage à l'italienne                       | F. Gary Gray        | Mark Wahlberg                                         |
| 2003            | Charlie's Angels : Les Anges se déchaînent ! | McG                 | Cameron Diaz Drew Barrymore Lucy Liu                  |
| 2003            | Daredevil                                    | Mark Steven Johnson | Ben Affleck Jennifer Garner Colin Farrell             |
| 2003            | Retour à la fac                              | Todd Phillips       | Luke Wilson                                           |
| 2003            | S.W.A.T. unité d'élite                       | Clark Johnson       | Samuel L. Jackson Colin Farrell                       |
| 2005            | Domino                                       | Tony Scott          | Keira Knightley Mickey Rourke                         |
| 2005            | La Main au collier                           | Gary David Goldberg | Diane Lane                                            |
| 2006            | Bobby                                        | Emilio Estevez      | Anthony Hopkins Demi Moore Sharon Stone Elijah Wood   |

## Galerie

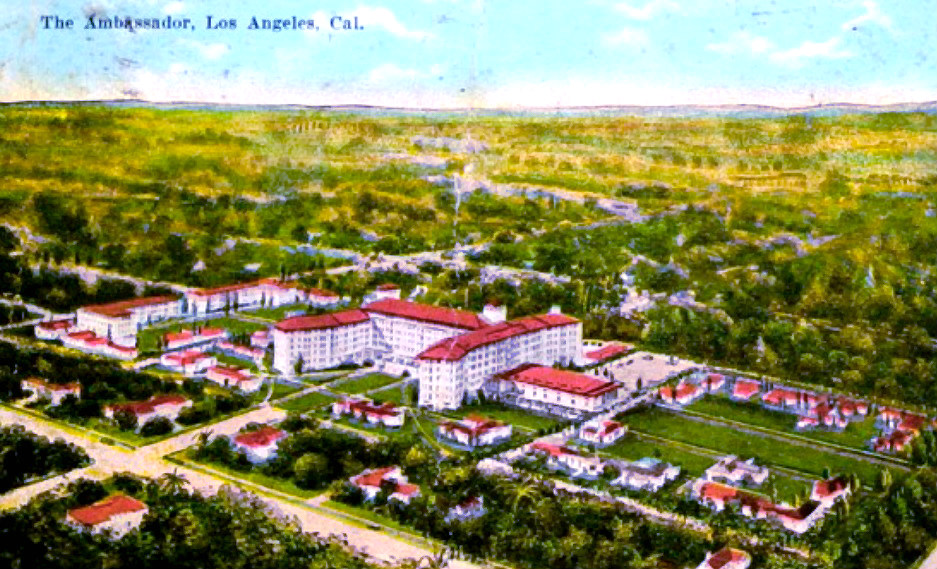
Carte-postale de 1921.
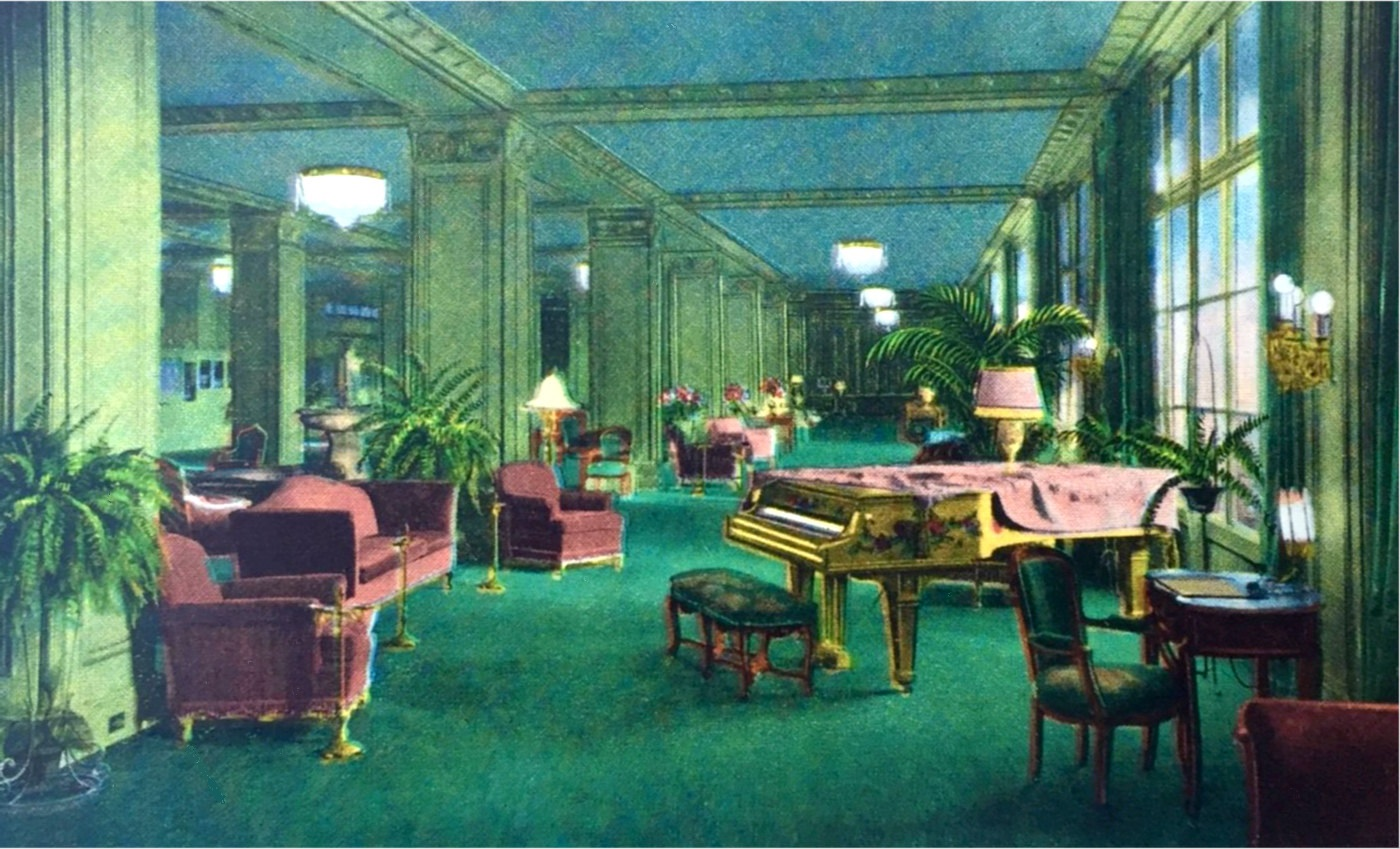
Le lobby dans les années 1920-1930.
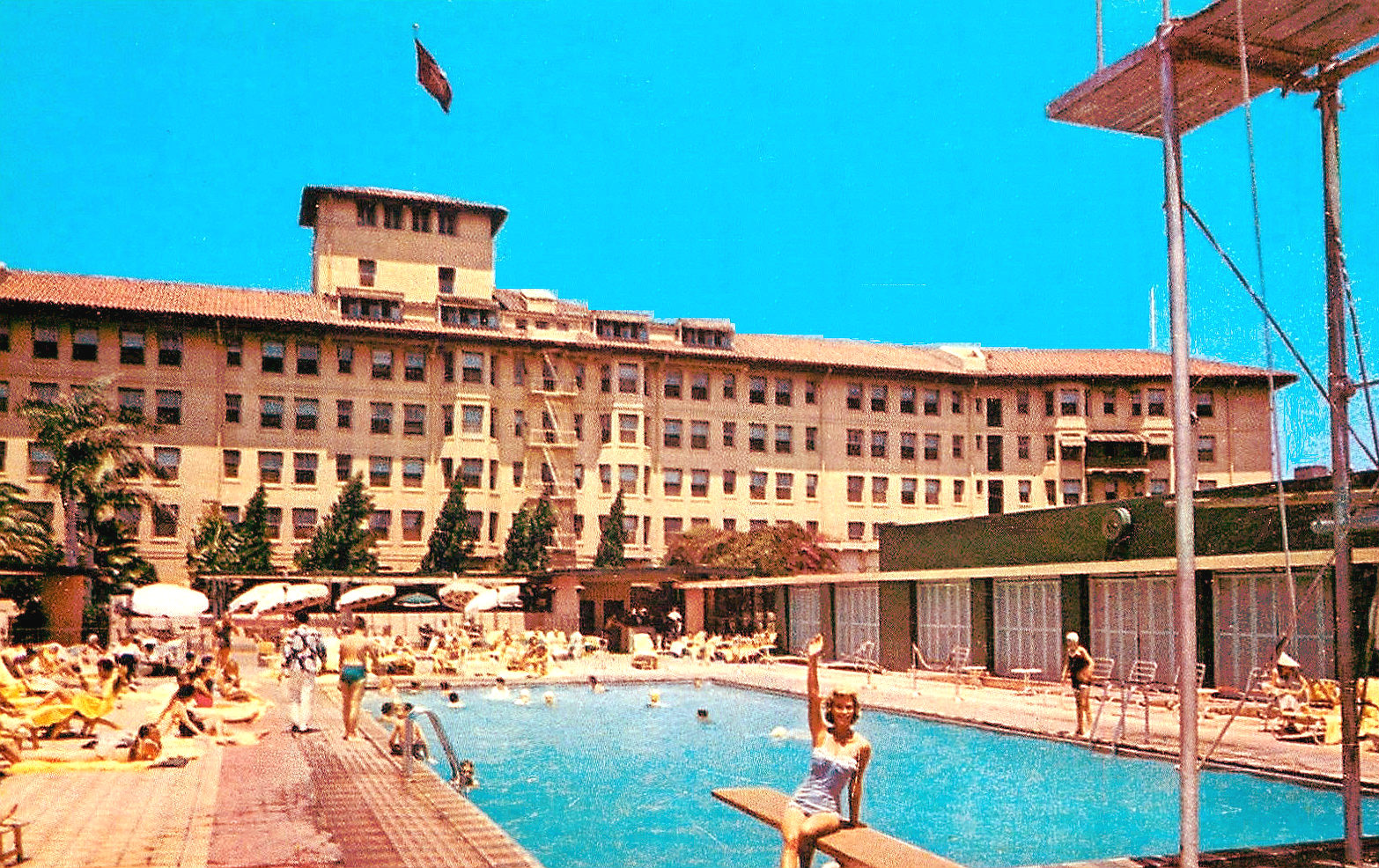
Piscine en 1956.
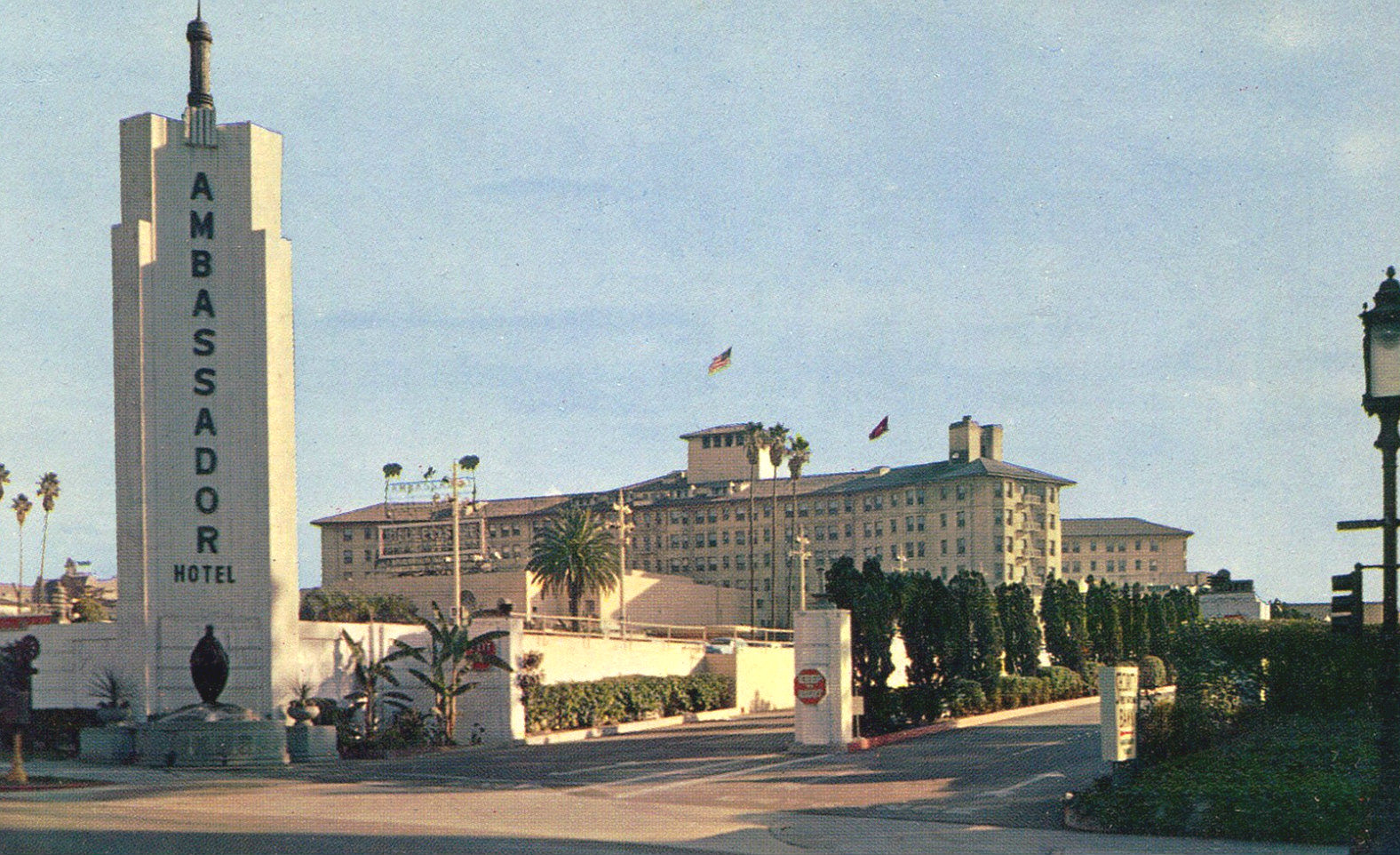
Entrée en 1959.